# Route B6 (Namibie)
Pour les articles homonymes, voir Route B6.
La route nationale B6 est une route nationale du centre-est de la Namibie. Longue de 318 kilomètres, elle relie la capitale Windhoek au poste-frontière de Buitepos avec le Botswana. Gobabis, capitale de la région d'Omaheke, se trouve sur la B6, tout comme les villages de Seeis, Omitara et Witvlei. L'aéroport international Hosea Kutako est également desservi par la B6, à l'est de Windhoek.

La B6 fait partie intégrante du corridor trans-Kalahari qui relie la ville portuaire namibienne de Walvis Bay, via le Botswana, à Pretoria, capitale de l'Afrique du Sud.

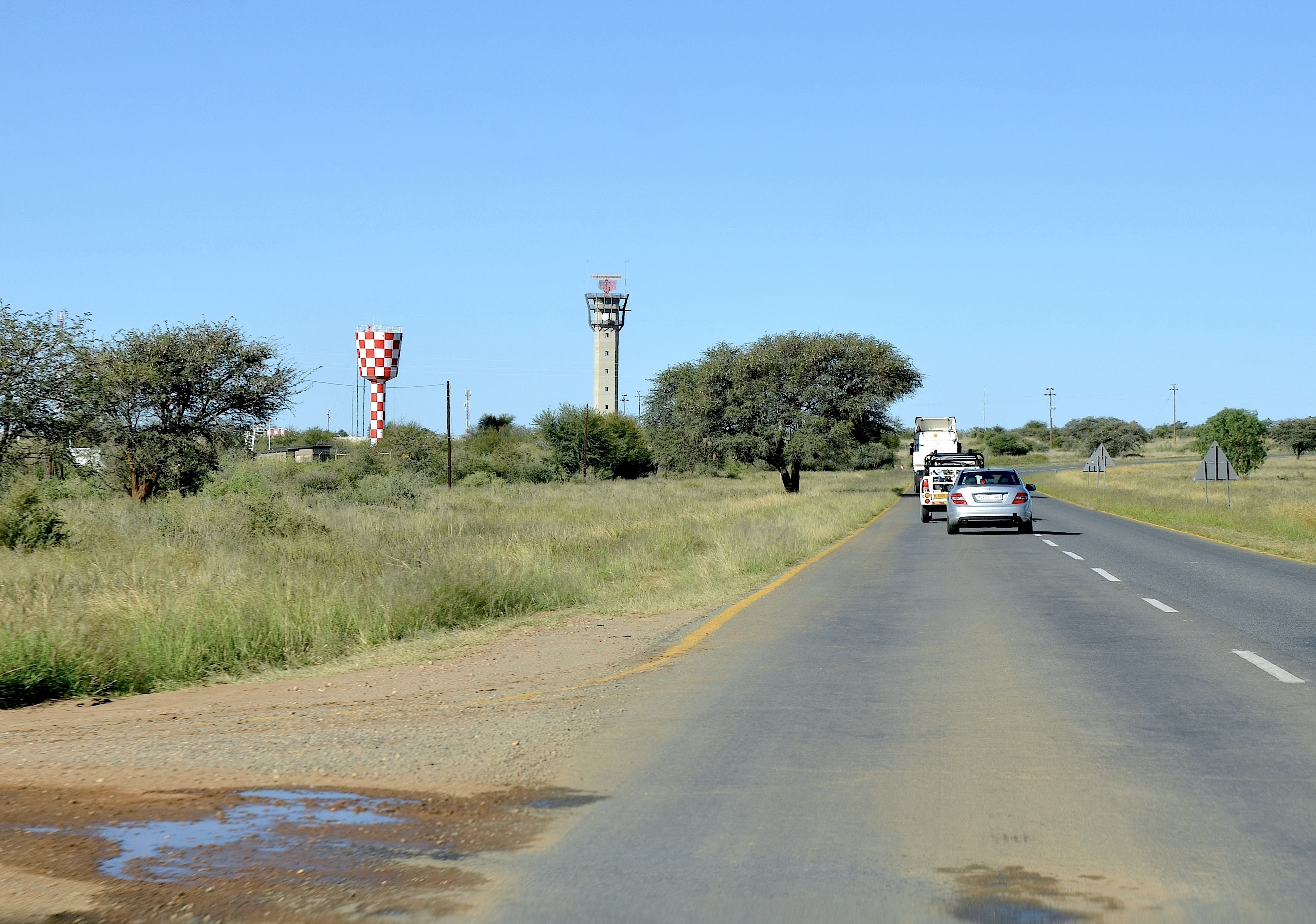
Le radar et la tour de contrôle de l'aéroport international Hosea Kutako vus depuis la B6.
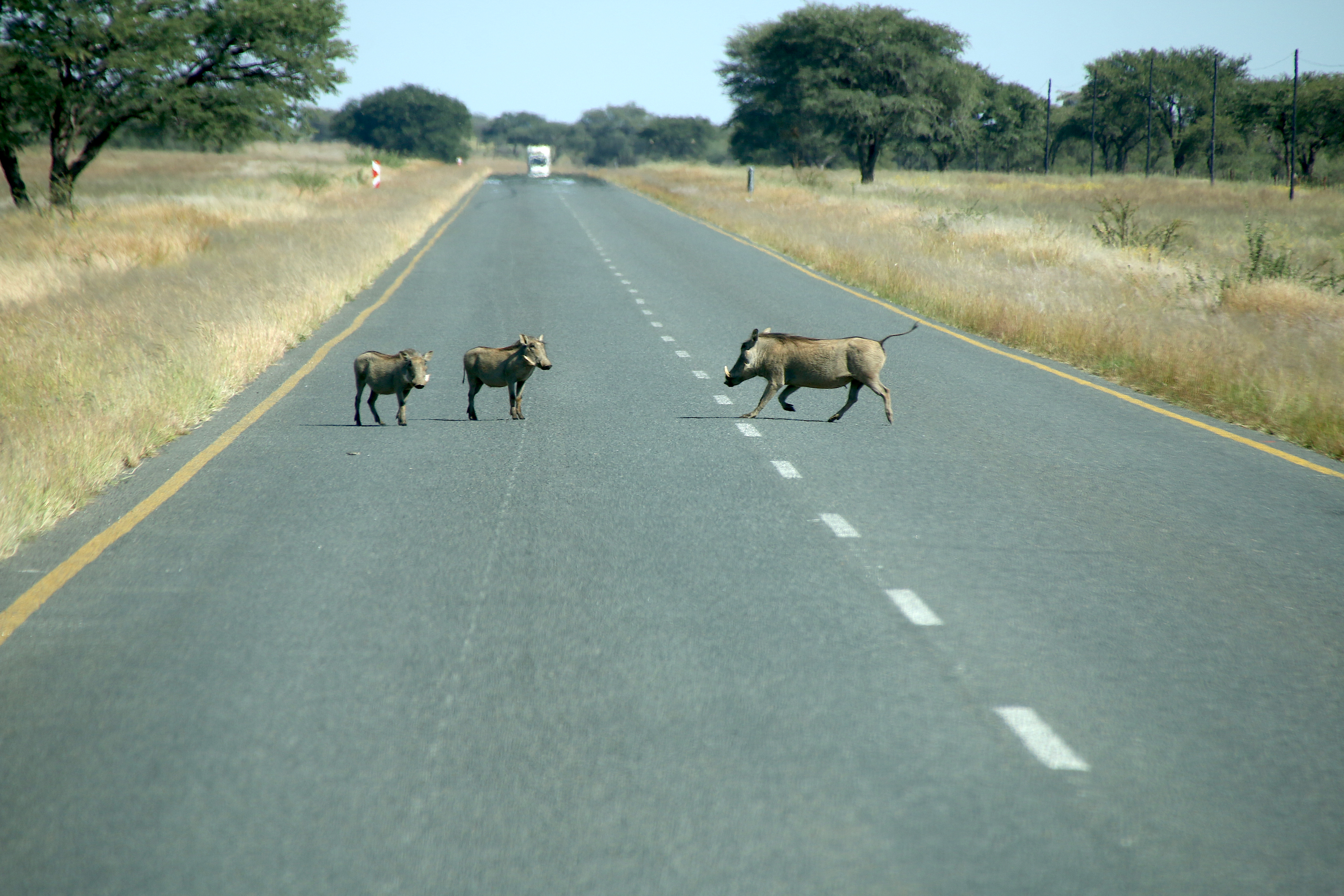
Des phacochères traversent la route.

## Histoire
Des routes entre Windhoek et Witvlei et entre Witvlei et Gobabis avaient été réalisées en 1912 par l'administration coloniale du Sud-Ouest africain allemand. Comme toutes les autres routes de l'époque, ces routes étaient des pistes de charrettes à bœufs, débarrassées des rochers, mais non pavées. Le territoire ne comptait alors que cinq véhicules motorisés, et le transport automobile n'a connu une croissance significative qu'avec le déploiement des troupes sud-africaines pendant la Première Guerre mondiale.